# Rivera (Stany Zjednoczone)
Rivera – jednostka osadnicza w Stanach Zjednoczonych, w stanie Teksas, w hrabstwie Starr.